# La Bassa de Serramitja
La Bassa de Serramitja és un paratge del terme municipal de Moià, a la comarca del Moianès.
És a l'extrem sud-occidental del terme de Moià, al sud-oest de la masia de Serramitja i, concretament, de la bassa d'aquesta masia, de la qual pren el nom.